# USS Manchester (LCS-14)
El USS Manchester (LCS-14) de la Armada de los Estados Unidos es un buque de combate litoral de la clase Independence. Fue puesto en gradas en 2015, botado en 2016 y comisionado en 2018. Su nombre refiere a Mánchester, ciudad de Nuevo Hampshire.

## Historia
Construido por el Austal USA en Mobile, Alabama; fue puesto en gradas el 29 de junio de 2015, bautizado el 7 de mayo de 2016 por la senadora Jeanne Shaheen, botado el 13 del mismo mes y año; y comisionado el 26 de mayo de 2018.